# Salsa ecuatoriana
La salsa ecuatoriana es la expresión de este género musical en Ecuador. Se ha desarrollado desde su popularización en Nueva York con los primeros hits internacionales y el nacimiento de Fania All Stars. Empezó su evolución en el litoral ecuatoriano con la migración del campo a la ciudad, especialmente en Guayaquil. Después se popularizó en el resto de Ecuador convirtiéndose en un importante género y parte de la cultura de este país. 

## Historia
La popularización a nivel internacional de este género musical coincidió con la migración del campo a la ciudad en Ecuador y el crecimiento de urbes, especialmente Guayaquil. En esta ciudad, en los barrios ubicados en el sur se empezó a popularizar este género musical en sus formas más tempranas. Existe evidencia historiográfica de la influencia de la música afroantillana en el litoral de Ecuador desde la década de los treinta. Según el musicólogo Juan Mullo Sandoval, la salsa llegó con la popularización de "La tropicalidad latinoamericana con los abuelos que bailaron, sobre todo en la década de los cuarenta, con la Sonora Matancera." Los géneros musicales que se popularizaron fueron "la guaracha, el son cubano, el porro, el merengue, el chachachá y ritmos tropicales como la rumba, la conga”.A partir de esto, se considera que en la década de los setenta como el momento de consolidación de la salsa como género musical en el litoral ecuatoriano. En el año de 1969 empezaría en los barrios marginales a sonar esté género musical, no conocido aún como salsa a nivel internacional sino como son cubano. Se sabe el quien había sido futbolista y después se convirtió en locutor de radio Miguel Cortijo Bustamante sería uno de los pioneros en la difusión de este género música. A través de la radio Mambo y su negocio propio llamado "Cortijo Bar" empezaría a sonar la salsa en el "barrio Cuba" de Guayaquil. La cultura de la ciudad de Guayaquil comparte todas las características de las culturas que se desarrollan en el caribe y sirvió de puerta de entrada para este género musical en Ecuador.
Después, el álbum, La Salsa,  de la banda Los Demonios del Salado, se popularizaría en 1972, conformando el primer aporte a este género musical en este país. A esta banda se sumarían Los Dinámicos, de Paco Franco, la orquesta América liderada por Sebastián Jaramillo y Tony Reyes y Los Papasotes. A estas orquestas se sumaría el músico ya fallecido Juan Cavero quien publicaría 'Guayaquil está de salsa’. Esto marcaría un auge importante de este género en Guayaquil con importantes exponentes que formaban orquestas tropicales como Blacio Junior, Don Medardo y sus Players y la orquesta de Rubén Lema. Otro importante cantante de salsa sería Wilson Robles quien afirmaría que este género musical “estremece la tierra a todos los hinchas del astillero guayaquileño”. La orquesta llamada La Unión sería donde se desarrollarían los inicios de la carrera de Robles en 1979 logrando muchos hitos, avivando la escena local y tocando en importantes programas de televisión. A esto se suma la orquesta Z Mar de Esmeraldas, esta provincia donde este género se cultivó prematuramente y también que a través de su migración llevaría el amor a la salsa a la ciudad de Guayaquil. Las orquestas de Joe Mayorga, de Herencia Rumbera, el Cocolón Sonoro y el Conjunto la clave; se convertirían en importantes actores dentro de la década de los ochenta. Toda esta historia se mantiene viva en la ciudad y se conserva en importantes salsotecas como el Cabo Rojeño, el Rigoberto Bar. La fama de Guayaquil como una ciudad salsera se difundiría y sería a su vez visitada por importantes exponentes de este género como Héctor Lavoe, Richie Ray, Ismael Rivera o El Gran Combo.
A partir de la década de los noventa, la salsa romántica entraría en escena y su popularización alcanzaría otras regiones de Ecuador, llegando a las ciudades de los Andes también con la apertura de salsotecas como el Lavoe. Con esto se convertiría este género en una forma de expresar el folclor y la cultura de la gente popular en este país. Se harían importantes composiciones que se convertirían en la base de la identidad de este país como sería Guajira Guayaquil de Héctor Napolitano. A esto le seguiría otras composiciones importantes como "Lotería", "El Quinto Palo" o "Las Huecas de Guayaquil". La primera de esta haciendo memoria del inicio de este género en el "barrio Cuba" de la ciudad. Con esto se mantendría la popularidad de este género entre los jóvenes logrando un cambio generacional. La composición de nuevas canciones y el surgimiento de artistas continuaría hasta la actualidad, dentro de los que se encuentran:  Paolo Plaza, Beber Musicologo, José Rodríguez, La Malamaña, Boris de Borbón, Milton Bautista, Cuarto Grado, Gustavo Enrique, Piloso, Koral Esmeralda, Karina Clavijo, Hansel Casti, El Tita Salsa Urbana, Okan Yoré, Sir Martin III, Landa La Sensación, Unísono, Promedio 20, Bryan de Jesús, Adolfo Olivares, Joe Cortez, Xavy el Galán, Roberto Rodriguez, Betto Orlando, Johnny Guala. 

### Actualidad
Al momento la escena se mantiene y el género musical continua formando parte importante de la cultura ecuatoriana. La salsa ha tomado importancia también en la música académica o docta con importantes interpretaciones de artistas como María Tejada y el tema "En la mitad del Mundo" o Margarita Laso y la "Llave de Hielo", al llegar a artistas que originalmente no se habían relacionado con este género musical, la salsa ha logrado una consolidación importante dentro de todas las regiones y los estratos sociales en Ecuador. Además, por su similitud con los géneros musicales desarrollados con la marimba esmeraldeña, la experimentación ha sido muy fructífera y se han publicado importantes álbumes en orquestas de músicos en el ámbito más académico como sería Mango Blue y Alex Alvear; o Andarele de Carmen González y Koral Esmeralda. Por otro lado a partir de la popularización de la salsa choke en 2004, el género fue rápidamente recibido en Ecuador y surgirían artistas como Erivan o Jerry & Faricho con su canción "A lo pelotero". Se realizan además varios conciertos llamados "Salsa en la mitad del mundo" por orquestas como Tropical Dance. Importantes salseros han reconocido a Ecuador como un lugar donde se cultiva este género como el Grupo Galé con su composición "Me quedo en Ecuador".